# Tutto a posto
Tutto a posto è il quinto album in studio del gruppo musicale italiano Nomadi, pubblicato nel 1974. Alcuni brani erano già stati pubblicati su 45 giri, ma vennero riarrangiati per essere inseriti nell'album, che fu pubblicato solo su musicassetta e Stereo 8.

## Tracce
1. Il confine   (3' 35") (Ricci, Salerno)
2. Voglio ridere   (4' 30") (Limiti, Migliardi)
3. Isola ideale   (3' 58") (Contini, Carletti)
4. Colori   (2' 59") (Contini, Carletti)
5. Crescerai   (3' 18") (Contini, Carletti)
6. Tutto a posto   (3' 28") (Salerno, Tavernese)
7. Uno sbaglio   (2' 52") (Salerno, Castellari)
8. Mamma giustizia   (4' 16") (Fiastri, Ortolani)

## Formazione
- Augusto Daolio – voce
- Beppe Carletti – tastiere
- Chris Dennis – chitarre, tastiere
- Umberto Maggi – basso
- Paolo Lancellotti – batteria